# Дуња Мијатовић
Дуња Мијатовић (Сарајево, 8. септембар 1964) босанскохерцеговачка је политичарка и активисткиња, која тренутно обавља функцију комесарке Савета Европе за људска права. Њу је изабрала Парламентарна скупштина Савета Европе 24. јануара 2018, а нову функцију је преузела 1. априла 2018. године.
Мијатовићева је стручњак за медијско право и медијску регулативу, док је од 2010. до 2016. године била представница ОЕБС-а за слободу медија.

## Признања
- 2015 — [3]